# کبوتر چاهی
کبوتر چاهی (Columba livia) یک گونه از رده پرندگان و خانواده کبوتران است.
گونهٔ کبوتر چاهی نیای زیرگونه‌های کبوتر اهلی و کبوتر وحشی (کبوتران اهلی وحشی شده) است. کبوترهای چاهی و اهلی یک گونه هستند به راحتی می‌توانند با یکدیگر تولید نسل کنند و در برخی نقاط مثل شهرها جمعیت‌های دورگه کبوترهای چاهی و اهلی دیده می‌شوند.
کبوترهای چاهی رنگ‌های متنوعی دارند ولی همه آنها دو خط سیاه بر روی هر بال خود دارند و این دو خط مهم‌ترین نشانه تشخیص کبوتر وحشی از کبوتر اهلی است. در کبوترهای دورگه نیز گاهی این دو خط دیده می‌شود اما معمولاً به صورت نامنظم و متقاطع است. تشخیص نر و ماده آنها از هم مشکل است.
کبوترها در محیط‌های باز و نیمه باز از جمله مزارع کشاورزی و شهرها زندگی می‌کنند. جمعیت وحشی بر لبهٔ صخره‌ها و کوه‌ها آشیانه می‌سازند.
گونه کبوترهای چاهی در گذشته و قبل از مسدود سازی چاه‌های عمیق آشیانه خود را در چاه‌ها بنا می‌کردند. به همین دلیل به آنها کبوتر چاهی می‌گفتند.

## دشمنان

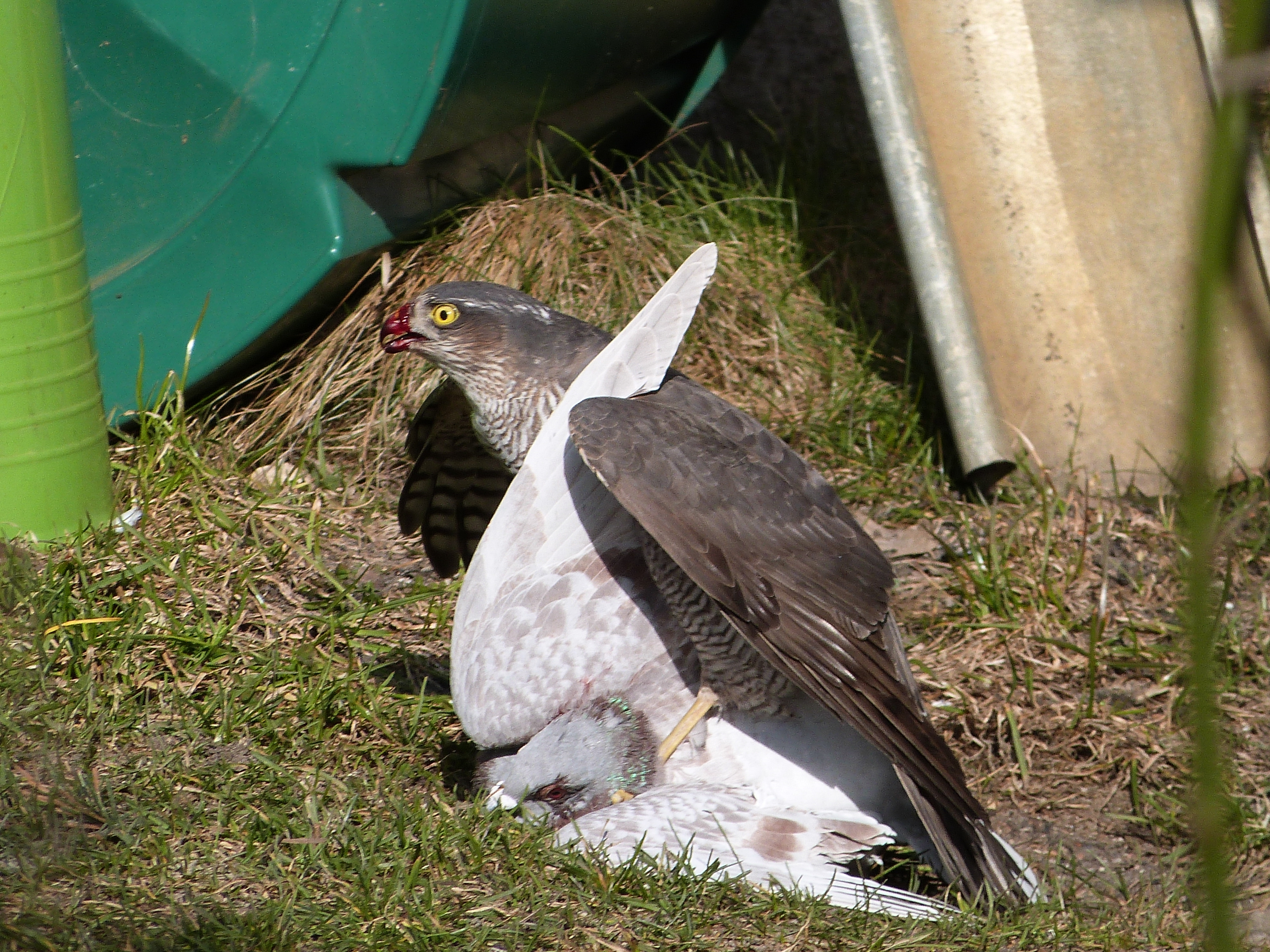
قرقی (بازگنجشک) اوراسیایی ماده و بالغ با شکارش یک کبوتر اهلی

کبوتر طعمه‌های محبوبی برای پرندگان شکاری است و از همین رو پرندگان شکاری را هم به دنبال خود به شهرها کشانده است. بحری و قرقی از مهم‌ترین دشمنان طبیعی کبوتر اند. در برخی شهرها تا ۸۰ درصد خوراک بحری از کبوترهای چاهی و رمیده تأمین می‌شود. پرندگانی که کبوتر شکار می‌کنند، از شاهین‌های کوچکی مثل دلیجه معمولی تا بزرگ‌ترین عقاب‌ها مانند عقاب طلایی و حتی مرغ نوروزی، کلاغ و غراب را شامل می‌شوند.
روی زمین هم گربه‌های اهلی و وحشی هم کبوترها و هم جوجه‌ها یا تخم‌ها شان را تهدید می‌کنند. انسان‌ها نیز گاه انواع کبوتران و قمری‌ها را شکار می‌کنند. در آمریکای شمالی صاریغ، راکون، باز، جغد جیغ‌کش شرقی از دیگر دشمنان طبیعی رایج کبوتران اند.

## نگارخانه

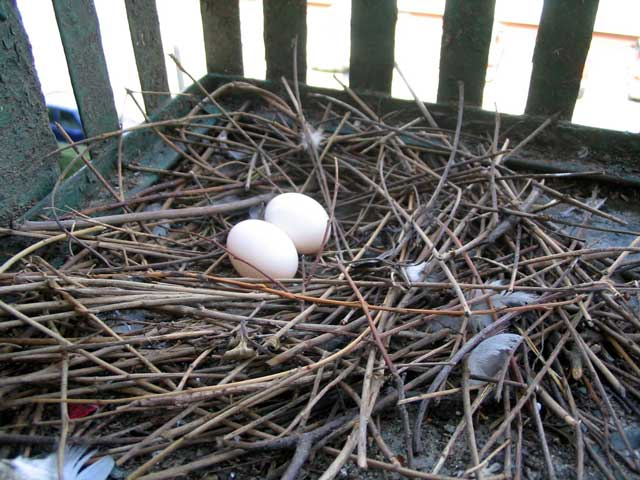
دو تخم کبوتر در یک لانه
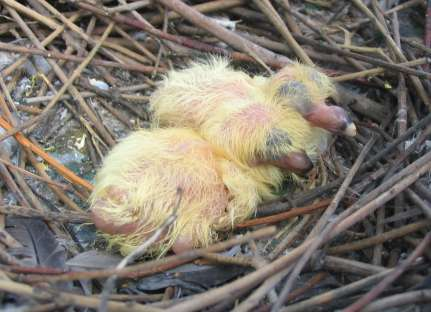
جوجه‌های ۱ روزه
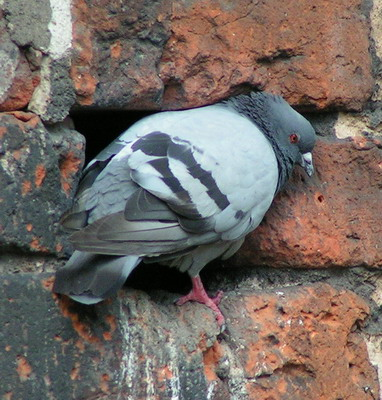
کبوتر چاهی بالغ با شاه‌پرهای نژاد وحشی